# Hymen Lipman
Hymen Lipman (ur. 20 marca 1817 r. w Kingston, zm. 4 listopada 1893 r. w Filadelfii) – amerykański kupiec angielskiego pochodzenia, 30 marca 1858 r. uzyskał patent amerykański nr 19783 na ołówek z gumką.